# Mall of Switzerland
El Mall of Switzerland es el centro comercial más grande de Suiza Central. Se encuentra en Ebikon. El centro comercial contiene 150 tiendas, que están ubicadas en 3 pisos.
La construcción del centro comercial comenzó en 2013, y se completó y abrió el 8 de noviembre de 2017. El centro comercial se extiende sobre 65,000 m² (700,000 pies cuadrados) y se construyó a un costo de US $ 500 millones,
El arrendatario principal es la mayor empresa minorista de Suiza, Migros.
Está situado en las afueras de Lucerna y cerca de Zúrich. Dentro del centro comercial hay una instalación de surf artificial.

## Inversores
El proyecto fue financiado por una subsidiaria de Silver Holdings SA Se trata de una empresa de inversión inmobiliaria de propiedad total de la Autoridad de Inversiones de Abu Dabi (ADIA). En el Mall of Switzerland, FREO Switzerland estuvo activo como desarrollador de proyectos, que también representa al inversor. FREO Switzerland AG es una compañía de capital privado y administradora de fondos especializada en la adquisición y desarrollo de bienes raíces comerciales.

## Arquitectura

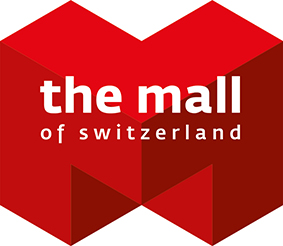
Logotipo

El centro comercial se compone de estructuras de edificios comerciales, de ocio y de aparcamientos de varios pisos. En términos de desarrollo urbano, los edificios con una arquitectura innovadora encajan en el carácter a gran escala de la zona industrial circundante, que se extiende a lo largo de la línea ferroviaria en Rontal (Cantón de Lucerna). Las llamadas "Fachadas saltarinas" son únicas en Suiza. Esto se refiere a la flexibilidad y variedad en la planificación y creación de los frentes de las tiendas. Entre otras cosas, los frentes de las tiendas individuales, en lugar de yuxtaponerse a lo largo de una línea común como siempre, también pueden saltar hacia adelante o hacia atrás individualmente, recordando al centro comercial una calle comercial de crecimiento natural.
El logotipo del Mall of Switzerland se derivó de la cruz suiza y se condensó en un patrón conocido de las marcas de moda. Toma el rojo suizo.